# Hjortspringboot
De Hjortspringboot (Deens: Hjortspringbåden) is een kano-achtige boot uit circa 350 v.Chr. gevonden op het Deense eiland Als. Het houten vaartuig uit de Pre-Romeinse ijzertijd werd in 1921 nabij het landgoed Hjortspring opgegraven uit het veen, samen met een grote hoeveelheid wapens. Het geheel wordt geïnterpreteerd als een offergave na een afgeslagen invasie van overzee.

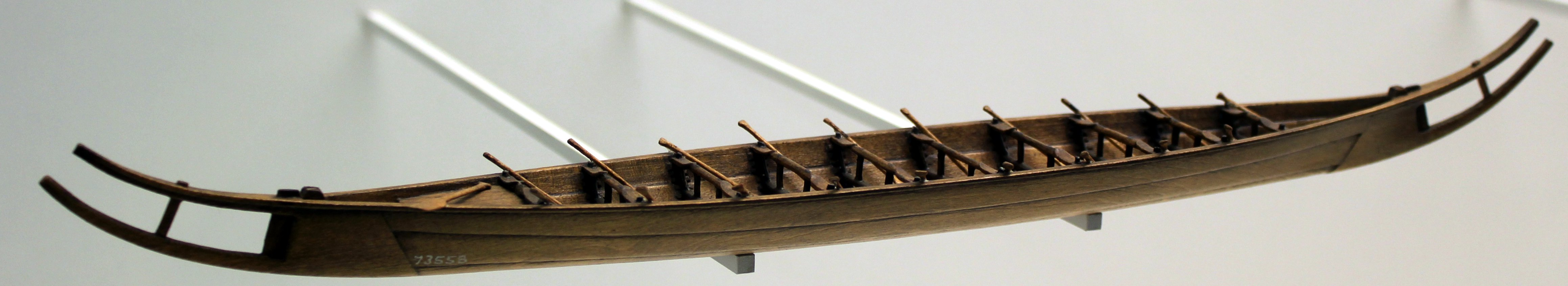
Model van de Hjortspringboot (schaal 1:50)

## Vondst
In de jaren 1880 vonden turfstekers in een dichtgeslibd moeras nabij de boerderij Hjortspring verschillende stukken hout, waaronder een 8 m lange plank, die ze als brandhout gebruikten. Na de Eerste Wereldoorlog werd het Deense Nationale Museum in Kopenhagen op de hoogte gebracht. Dat organiseerde in 1921-1922 een systematische zoektocht en liet vervolgens opgravingen uitvoeren door Gustav Adolf Rosenberg, voor wie nog maar een 40 % van originele offergave beschikbaar was. 
De vondsten werden uitstekend gedocumenteerd. Naast de boot ging het hoofdzakelijk om wapens: 169 speer- en lanskoppen (138 uit ijzer, 31 uit been), 50 houten knopschilden, 10 fragmenten van maliënkolders en een zestal stalen zwaarden. Sommige wapens waren vóór het offer verbogen om ze onbruikbaar te maken. Voorts werden verschillende houten platen en vaten bovengehaald, evenals bronsbeslag, een bronzen naald en het mondstuk van een balg. Ook een goed dozijn peddelfragmenten en twee roerfragmenten kunnen aan de boot worden toegeschreven. 

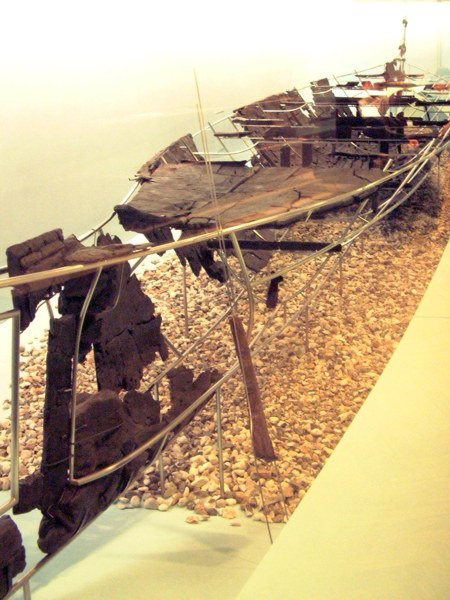
De boot in het Nationaal Museum van Denemarken

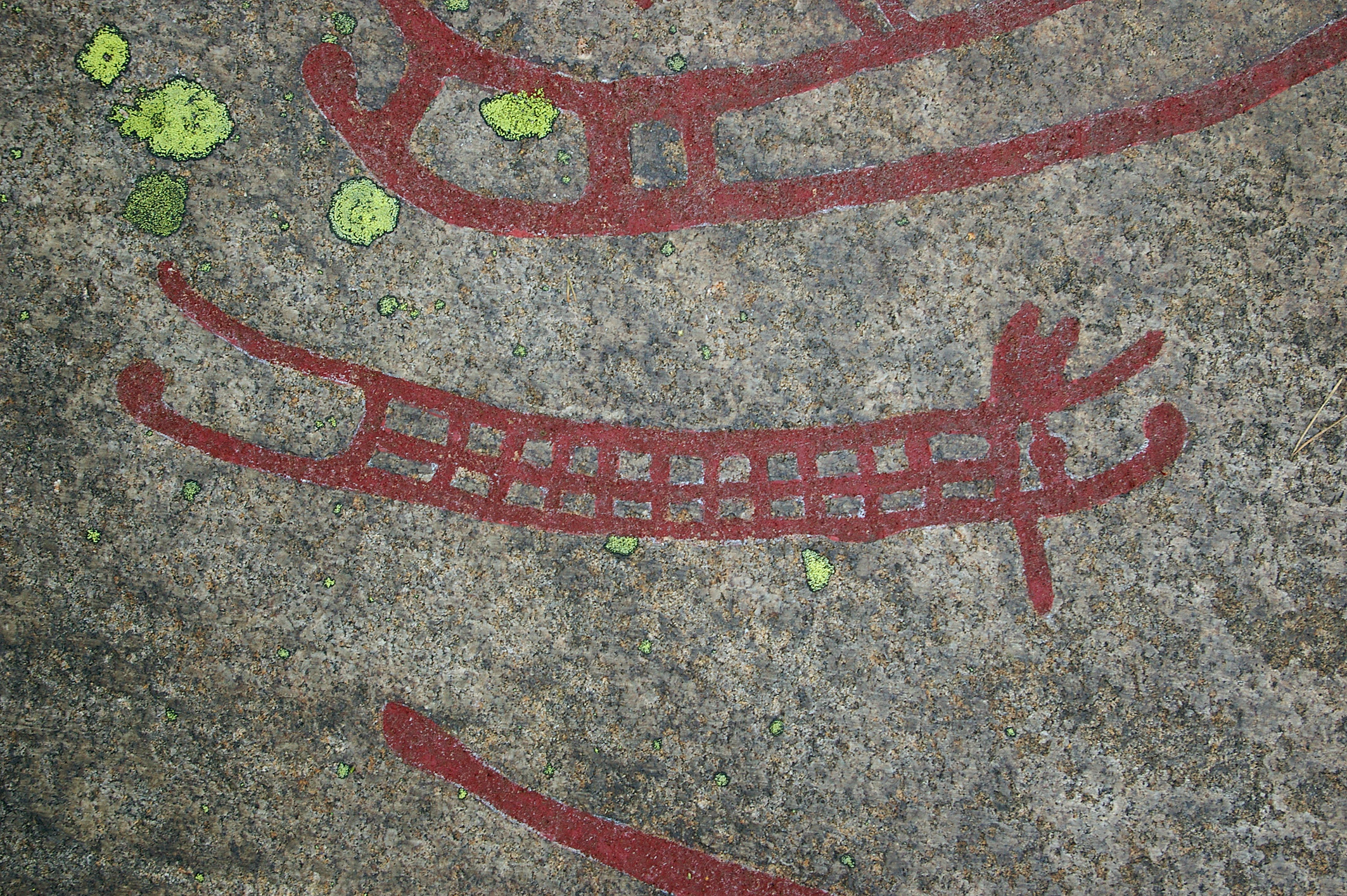
Rotstekeningen van Tanum

Het veenoffer werd waarschijnlijk gemaakt door de bewoners van het eiland als dank voor het afslaan van een maritieme invasie. De Keltische schilden suggereren dat de indringers van het vasteland kwamen. Op basis van de hoeveelheid wapens wordt uitgegaan van een groep van honderd man, die een viertal boten zou hebben bemand.
Tijdens een nieuwe opgraving in 1987 werden nog meer bootonderdelen gevonden. Koolstofdatering op drie houten voorwerpen plaatste het afzinken in 350-300 v.Chr.
De restanten van de boot zijn te bezichtigen in de afdeling Danmarks Oldtid in het Deens Nationaal Museum in Kopenhagen, samen met een deel van de gevonden wapens en uitrusting.

## Boot
De Hjortspringboot is gefabriceerd uit geklonken planken. Het is een soort oorlogskano waarmee een krijgsbende snel over water kon worden vervoerd. Het gebruikte winterlindenhout was minder sterk dan eikenhout, maar aanzienlijk lichter. Voor de propulsie waren geen mast of roeiriemen voorzien, maar twintig peddels. Vanwege het verschil in afmetingen wordt vermoed dat ze op maat waren gemaakt, afhankelijk van de persoon en de positie op de boot. Er zijn twee roeren gevonden, kennelijk een voor de boeg en een voor het achtersteven. De boot was 19 m lang, 2,07 m breed en 0,7 m hoog. De binnenlengte bedroeg 13,6 of 15,3 m. De massa was waarschijnlijk rond de 600 kg. 
Opvallend zijn de brede uitstekende stevens vooraan en achteraan. Deze snavelachtige profielen zijn bekend van rotstekeningen uit de Scandinavische Bronstijd. De bodem van het schip bestond uit een brede kielplaat uit één stuk. Alle componenten waren aan elkaar genaaid met basttouwen, waarna de naden en verbindingen waren afgedicht met boomhars. Van binnen was de boot nog verstevigd met tien spanten van hazelaarhout. Het uitgekiende ontwerp was het resultaat van een lange regionale traditie, die terugging tot de bronstijd. Dergelijke boten zijn afgebeeld op rotstekeningen in onder meer Himmelstalund, Lilla Flyhov, Litsleby en Tanum.

## Reconstructies
Een eerste reconstructie van de boot werd in de jaren '40 gemaakt, maar deze is sinds 1947 vermist. In de jaren '70 werd in Duitsland een tweede reconstructie gemaakt op schaal 1:2. Een reconstructie op ware grootte werd in 1991-1999 ondernomen door de vereniging Hjortspringbådes Laug. Omdat er geen lindeboom met een overeenkomstige lengte voorhanden was, moesten de planken uit twee delen worden opgebouwd. Vier lindeboomstammen uit een bos bij Gdansk met een totaal gewicht van 18 ton leverden het hout. De voltooide boot weegt ongeveer 530 kg. Met 24 man en uitrusting heeft hij een waterverplaatsing van 2500 kg en een diepgang van ongeveer 35 cm. In experimenten met een getrainde bemanning werd een topsnelheid van 8,2 knopen (ongeveer 15,2 km/u) bereikt en een kruissnelheid over langere afstanden van ongeveer 6 knopen (ongeveer 11 km/h), wat betekent dat op één dag circa 75 km kon worden afgelegd. Zelfs onder moeilijke weersomstandigheden, met golven van 1 m en windsnelheden van 10 m/s, bleek de boot verrassend beheersbaar te zijn, zodat zeewaardigheid buiten het Oostzeegebied niet wordt uitgesloten.